# Nicoline Sichlau-Bloch
Nicoline Sichlau-Bloch, född 1814, död 1863, var en dansk skådespelare. 
Hon var verksam inom kringresande danska teatersällskap och var under sin samtid ansedd som en av de främsta danska skådespelarna utanför Köpenhamn under en tid när dansk landsbygdsteaters pionjärtid. Hon debuterade i Titchens sällskap 1838, var engagerad hos Jens Peter Müller 1842-45, hos H.W. Lange 1845-48, vid Casino (teater) 1848-57, vid Folketeatret 1857-60 och vid teatersällskap 1860-63. 
Hon beskrivs som vacker och med en mjuk sångröst, och bland hennes mest uppmärksammade roller fanns Elisabeth Munk av Johan Ludvig Heiberg, Pernille i Holbergs Den stundesløse, Mine Tokkerup i J.C. Hostrups En spurv i tranedans, och Grethe i H.C. Andersens Meer end Perler og Guld.  
Hon var, jämsides med Petrine Orlamundt,  Luise Adeline Werligh och Emma Cortez, en av de som omtalades som 'Provinsens Fru Heiberg', ett smeknamn som användes om de mest framträdande danska skådespelerskorna utanför huvudstaden. 